# Albert Sassoon
Pour les articles homonymes, voir Sassoon.
Sir Albert Abdullah David Sassoon né le 25 juillet 1818 à Bagdad et mort le 24 octobre 1896 à Brighton) est un homme d'affaires et philanthrope indo-britannique, issu d'une famille séfarade émigrée en Mésopotamie au XVIe siècle.

## Biographie
À la suite d'une révolution de palais, son père, David Sassoon, trésorier du gouverneur ottoman Ahmet Pacha, fuit Bagdad avec sa famille et se réfugie en Iran, où il ouvre à Bouchehr un bureau de commerce avec l'Inde. Quatre ans plus tard, en 1832, il s'établit à Bombay, où il vend des tapis dans une échoppe. Grâce et à son flair pour les affaires, principalement dans la banque et le commerce, notamment celui de l'opium, et grâce aux alliances qu'il noue avec la Compagnie anglaise des Indes orientales, il devient bientôt l'un des hommes les plus riches de Bombay.
Lorsque David Sassoon meurt à Pune en 1864, Abdullah, en tant que fils aîné, hérite de son négoce, David Sassoon & Co.. Il se diversifie dans le textile tout en poursuivant l'œuvre philanthropique de son père. Il fonde l'une des principales écoles de Bombay et fait construire des docks qui portent toujours son nom.
En reconnaissance pour son rôle dans l'industrialisation du pays, la reine Victoria, Impératrice des Indes, le fait chevalier de l'ordre du Bain en 1872 et baronnet en 1890.
Il visite une première fois l'Angleterre en 1873, puis s'y installe en 1876. Son frère David, établi en Angleterre depuis 1858, l'introduit dans l'entourage du futur Édouard VII et Abdullah prend alors le nom d'Albert. Il meurt en 1896 à Brighton, station balnéaire qu'il a contribué à mettre à la mode.
Ses cinq autres frères continuent de faire prospérer les affaires familiales à Bombay et à Shanghai, en Afrique et en Europe.
Sa petite-fille Sibyl se marie avec le marquis de Cholmondeley, son fils Philip Sassoon est élu député à la Chambre des communes, et son fils Edward Sassoon épouse Aline Caroline de Rothschild. Plusieurs de leurs descendants s'illustrent à leur tour dans le mécénat et les arts, tandis qu'Albert Sassoon reste connu sous le nom de « Rothschild indien ».